# Mapania hispida
Mapania hispida är en halvgräsart som beskrevs av David Alan Simpson. Mapania hispida ingår i släktet Mapania och familjen halvgräs. Inga underarter finns listade i Catalogue of Life.